# Ženy v drobném
Ženy v drobném, v maďarském originále Nők apróban, je román významného maďarského spisovatele Emila Kolozsváriho Grandpierra, napsaný v roce 1970.
Maďarský originál vyšel roku 1971 v Budapešti v nakladatelství Magvető Könyvkiadó. Do češtiny knihu přeložila Anna Rossová a následně vydalo nakladatelství Svoboda v Praze roku 1980.

## Děj
Celý příběh se odehrává v maďarské metropoli Budapešti. Hlavními postavami jsou mladí 28letí manželé Michal a Klárka, především Michal. Po třech letech uspěchaného manželství si konečně mohli dovolit koupit malý byt. Michal pracuje jako průmyslový výtvarník na volné noze, Klárka jako statistička nejmenovaného podniku. Do nového bytu se ale manželé nastěhovali celkově navzájem nepoznaní, a to i v biblickém smyslu slova. Každý z nich byl před nastěhováním do nového bytu zvyklý na svůj způsob každodenního života – u Michala bylo zvykem házet odřezky z tužek po podlaze, otírat si barvu o okenní rám nebo starou zrezavělou plechovku používat jako nádobu na štětce, tužky a pravítka. Klárčin život byl zase jedno velké uklizené, vyčištěné a sladěné místo – každý den vysávala, leštila okna a nábytek a Michalův pracovní stůl, na kterém měl on svůj „zasedací pořádek“, neustále přerovnávala tak, že nemohl Michal nic najít. A právě díky těmto rozdílům vznikají mezi oběma manželi stále častěji a častěji hádky. Nakonec se pokusí najít řešení: a to tak, že spolu vymyslí inzerát, ve kterém Michal hledá dívku nebo rozvedenou ženu středních let s vlastním bytem. Smysl toho byl ten, že se s dotyčnou ženou Michal ožení a vezme na sebe její byt. Poté se rozvede, byt mu zůstane a každý budou mít svůj a nebudou se muset rozvádět. Na inzerát přichází spousta odpovědí, a Michal se tak sbližuje se spoustou mladých i postarších žen. Poznává ženy chladné i erotomanky, domácké i dobrodružky, trhovkyně i vysokoškolačky. Během tohoto poznávání se také setkává se svým starým přítelem, advokátem Antim Sebőkem, který ho seznámí s dalšími ženami. Nakonec se mu podaří najít tu správnou – s tím pravým bytem. Zdá se, že by to mohl být už happy end, ten bude mít ale nakonec dost bolestivý háček…

## Vydání
- originál – KOLOZSVÁRI GRANDPIERRE, E. Nők apróban Budapest: Magvető Könyvkiadó 1971
- české vydání – KOLOZSVÁRI GRANDPIERRE, E. Ženy v drobném, překlad A. Rossové Praha: Svoboda 1980